# Nałęcze (Poméranie occidentale)
Nałęcze est un village de Pologne, situé dans la gmina de Człopa, dans le powiat de Wałcz, dans la voïvodie de Poméranie occidentale.

## Source
- (en) Cet article est partiellement ou en totalité issu de l’article de Wikipédia en anglais intitulé « Nałęcze, West Pomeranian Voivodeship » (voir la liste des auteurs).

1. ↑  (pl) « Gmina Człopa (zachodniopomorskie) » mapy, nieruchomości, GUS, noclegi, szkoły, regon, kody pocztowe, wypadki drogowe, bezrobocie, zarobki, wynagrodzenie, edukacja, tabele, demografia, przedszkola », sur Polska w liczbach (consulté le 11 août 2025)